# Nastro d’Argento/Regie des besten italienischen Films
Nastro d’Argento: Regie des besten italienischen Films (italienisch Nastro d'Argento al regista del miglior film)
Dieser Filmpreis wird seit 1946 vom italienischen Filmkritikerverband (Sindacato Nazionale Giornalisti Cinematografici Italiani, SNGCI) vergeben.
| Jahr | Preisträger                | Filmtitel |
| ---- | -------------------------- | --- |
| 1946 | Vittorio De Sica           | Schuhputzer (Sciuscià)                                                                                                |
| 1946 | Alessandro Blasetti        | Un giorno nella vita                                                                                                  |
| 1947 | Roberto Rossellini         | Paisà |
| 1948 | Giuseppe De Santis         | Tragische Jagd (Caccia tragica)                                                                                       |
| 1948 | Alberto Lattuada           | Das Verbrechen des Giovanni Episcopo (Il delitto di Giovanni Episcopo)                                                |
| 1949 | Vittorio De Sica           | Fahrraddiebe (Ladri di biciclette)                                                                                    |
| 1950 | Augusto Genina             | Himmel über den Sümpfen (Cielo sulla palude)                                                                          |
| 1951 | Alessandro Blasetti        | Der Göttergatte (Prima comunione)                                                                                     |
| 1952 | Renato Castellani          | Für zwei Groschen Hoffnung (Due soldi di speranza)                                                                    |
| 1953 | Luigi Zampa                | Stadt ohne Moral / Das Lied vom Verrat (Processo alla città)                                                          |
| 1954 | Federico Fellini           | Die Müßiggänger (I vitelloni)                                                                                         |
| 1955 | Federico Fellini           | La Strada – Das Lied der Straße (La strada)                                                                           |
| 1956 | Michelangelo Antonioni     | Die Freundinnen (Le amiche)                                                                                           |
| 1957 | Pietro Germi               | Das rote Signal (Il ferroviere)                                                                                       |
| 1958 | Federico Fellini           | Die Nächte der Cabiria (Le notti di Cabiria)                                                                          |
| 1959 | Pietro Germi               | Und draußen lauert die Sünde (L’uomo di paglia)                                                                       |
| 1960 | Roberto Rossellini         | Der falsche General (Il generale Della Rovere)                                                                        |
| 1961 | Luchino Visconti           | Rocco und seine Brüder (Rocco e i suoi fratelli)                                                                      |
| 1962 | Michelangelo Antonioni     | Die Nacht (La notte)                                                                                                  |
| 1963 | Francesco Rosi             | Wer erschoss Salvatore G.? (Salvatore Giuliano)                                                                       |
| 1963 | Nanni Loy                  | Die vier Tage von Neapel (Le quattro giornate di Napoli)                                                              |
| 1964 | Federico Fellini           | Achteinhalb (8½) |
| 1965 | Pier Paolo Pasolini        | Das 1. Evangelium – Matthäus (Il vangelo secondo Matteo)                                                              |
| 1966 | Antonio Pietrangeli        | Ich habe sie gut gekannt (Io la conoscevo bene)                                                                       |
| 1967 | Gillo Pontecorvo           | Schlacht um Algier (La battaglia di Algeri)                                                                           |
| 1968 | Elio Petri                 | Zwei Särge auf Bestellung (A ciascuno il suo)                                                                         |
| 1969 | Franco Zeffirelli          | Romeo und Julia (Romeo e Giulietta)                                                                                   |
| 1970 | Luchino Visconti           | Die Verdammten (La caduta degli dei)                                                                                  |
| 1971 | Elio Petri                 | Ermittlungen gegen einen über jeden Verdacht erhabenen Bürger (Indagine su un cittadino al di sopra di ogni sospetto) |
| 1972 | Luchino Visconti           | Tod in Venedig (Morte a Venezia)                                                                                      |
| 1973 | Bernardo Bertolucci        | Der letzte Tango in Paris (Ultimo tango a Parigi)                                                                     |
| 1974 | Federico Fellini           | Amarcord |
| 1975 | Luchino Visconti           | Gewalt und Leidenschaft (Gruppo di famiglia in un interno)                                                            |
| 1976 | Michelangelo Antonioni     | Beruf: Reporter (Professione: reporter)                                                                               |
| 1977 | Valerio Zurlini            | Die Tatarenwüste (Il deserto dei Tartari)                                                                             |
| 1978 | Paolo und Vittorio Taviani | Padre Padrone – Mein Vater, mein Herr (Padre padrone)                                                                 |
| 1979 | Ermanno Olmi               | Der Holzschuhbaum (L’albero degli zoccoli)                                                                            |
| 1980 | Federico Fellini           | Fellinis Stadt der Frauen (La città delle donne)                                                                      |
| 1981 | Francesco Rosi             | Drei Brüder (Tre fratelli)                                                                                            |
| 1982 | Marco Ferreri              | Ganz normal verrückt (Storie di ordinaria follia)                                                                     |
| 1983 | Paolo und Vittorio Taviani | Die Nacht von San Lorenzo (La notte di San Lorenzo)                                                                   |
| 1984 | Pupi Avati                 | Una gita scolastica                                                                                                   |
| 1984 | Federico Fellini           | Fellinis Schiff der Träume (E la nave va)                                                                             |
| 1985 | Sergio Leone               | Es war einmal in Amerika (C’era una volta in America)                                                                 |
| 1986 | Mario Monicelli            | Hoffen wir, daß es ein Mädchen wird (Speriamo che sia femmina)                                                        |
| 1987 | Ettore Scola               | Die Familie (La famiglia)                                                                                             |
| 1988 | Bernardo Bertolucci        | Der letzte Kaiser (The Last Emperor)                                                                                  |
| 1989 | Ermanno Olmi               | Die Legende vom heiligen Trinker (La leggenda del santo bevitore)                                                     |
| 1990 | Pupi Avati                 | Eine Geschichte von Männern und Frauen (Storia di ragazzi e di ragazze)                                               |
| 1991 | Gianni Amelio              | Offene Türen (Porte aperte)                                                                                           |
| 1992 | Gabriele Salvatores        | Mediterraneo |
| 1993 | Gianni Amelio              | Gestohlene Kinder (Il ladro di bambini)                                                                               |
| 1994 | Nanni Moretti              | Liebes Tagebuch… (Caro diario)                                                                                        |
| 1995 | Gianni Amelio              | Lamerica |
| 1996 | Giuseppe Tornatore         | Der Mann, der die Sterne macht (L’uomo delle stelle)                                                                  |
| 1997 | Maurizio Nichetti          | Luna e l’altra |
| 1998 | Roberto Benigni            | Das Leben ist schön (La vita è bella)                                                                                 |
| 1999 | Giuseppe Tornatore         | Die Legende vom Ozeanpianisten (La leggenda del pianista sull’oceano)                                                 |
| 2000 | Silvio Soldini             | Brot und Tulpen (Pane e tulipani)                                                                                     |
| 2001 | Nanni Moretti              | Das Zimmer meines Sohnes (La stanza del figlio)                                                                       |
| 2002 | Marco Bellocchio           | L’ora di religione |
| 2003 | Gabriele Salvatores        | Ich habe keine Angst (Io non ho paura)                                                                                |
| 2004 | Marco Tullio Giordana      | Die besten Jahre (La meglio gioventù)                                                                                 |
| 2005 | Gianni Amelio              | Die Hausschlüssel (Le chiavi di casa)                                                                                 |
| 2006 | Michele Placido            | Romanzo criminale |
| 2007 | Giuseppe Tornatore         | Die Unbekannte (La sconosciuta)                                                                                       |
| 2008 | Paolo Virzì                | Tutta la vita davanti                                                                                                 |
| 2009 | Paolo Sorrentino           | Il Divo (Il divo) |
| 2010 | Paolo Virzì                | La prima cosa bella                                                                                                   |
| 2011 | Nanni Moretti              | Habemus Papam |
| 2012 | Paolo Sorrentino           | Cheyenne – This Must Be the Place (This Must Be the Place)                                                            |
| 2013 | Giuseppe Tornatore         | The Best Offer – Das höchste Gebot (La Miglior Offerta)                                                               |
| 2014 | Paolo Virzì                | Die süße Gier (Il capitale umano)                                                                                     |
| 2015 | Paolo Sorrentino           | Ewige Jugend (Youth)                                                                                                  |
| 2016 | Paolo Virzì                | La pazza gioia |
| 2017 | Gianni Amelio              | La tenerezza |
| 2018 | Matteo Garrone             | Dogman |